# NGC 779
NGC 779 (другие обозначения — MCG -1-6-16, IRAS01571-0612, PGC 7544) — спиральная галактика с перемычкой (SBb) в созвездии Кит.
Этот объект входит в число перечисленных в оригинальной редакции «Нового общего каталога».
Используется в классификации галактик Жерара Вокулёра в качестве примера галактики типа SAB(rs)b.